# 大東文化大学の人物一覧
大東文化大学の人物一覧（だいとうぶんかだいがくのじんぶついちらん）は、大東文化大学に関係する人物の一覧記事。

## 著名な教職員

### 文学部
- 千葉一幹 - 日本文学科教授
- 山口謠司 - 中国文学科教授
- 浜田久美子 - 教育学科教授
- 吉永良正 - 教育学科教授
- 高木厚人 - 書道学科教授
- 久住真也 - 歴史文化学科教授
- 新居洋子 - 歴史文化学科准教授

### 外国語学部
- 福盛貴弘 - 日本語学科教授

### 法学部
- 加藤普章 - 政治学科教授
- 松原孝明 - 法律学科教授

### 国際関係学部
- 松本弘 - 国際関係学科教授
- 井上貴子 - 国際文化学科教授
- 鹿錫俊 - 国際文化学科教授

### 経営学部
- 永田清 - 経営学科教授

### スポーツ・健康科学部
- 川本竜史 - スポーツ科学科教授
- 只隈伸也 - スポーツ科学科教授
- 鹿島丈博 - スポーツ科学科准教授
- 佐藤真太郎 - スポーツ科学科准教授

### 社会学部
- 野嶋剛 - 社会学科教授
- 周東美材 - 社会学科准教授
- 豊泉周治 - 社会学科特任教授

## 著名な教職員（過去に在籍していた教職員）

### 文学部
- 谷鼎 - 国文学者
- 原田種成 - 漢文学者、大東文化学院卒
- 松島栄一 - 歴史学者
- 黒須重彦 - 日本文学・中国文学者

### 法学部
- 田中浩 - 政治学者
- 長岡亮介 - 数学者
- 五味俊樹 - 政治学者

### 国際関係学部
- 柴田善雅 - 経済学者

### 経営学部
- 片岡泰彦 - 商学者
- 河野一英 - 会計士、元センチュリー監査法人（現：新日本有限責任監査法人）会長

### スポーツ・健康科学部
- 青葉昌幸 - 関東学生陸上競技連盟名誉会長、陸上競技部部長、元スポーツ・健康科学部教授

### 法科大学院
- 中込秀樹 - 元名古屋高等裁判所長官
- 村上光鵄 - 元東京高等裁判所長官代行
- 平良木登規男 - 慶應義塾大学名誉教授、元慶應義塾中等部長

### 東洋研究所
- 岡倉古志郎 - 国際政治学者、経済学者

### その他
- 山本孝則 - 大東文化大学環境創造学部創設案提唱者

## 著名な出身者

### 政治

#### 国会議員
- 寺島隆太郎 - 衆議院議員、衆議院厚生委員長
- 秋元司 - 衆議院議員、内閣府副大臣兼環境副大臣
- 小島敏文 - 衆議院議員、復興副大臣、広島県議会副議長
- 吉川赳 - 衆議院議員

#### 市町村長
- 櫻井忠 - 北海道苫小牧市長、苫小牧市議会議員
- 齋藤彰 - 京都府舞鶴市長、京都府議会議員
- 平野祐康 - 東京都三宅村長、三宅村東京事務所長
- 大久保勝 - 埼玉県飯能市長、飯能市議会議員
- 浅井昌志 - 埼玉県草加市長、草加市議会議員
- 須藤茂 - 茨城県筑西市長、筑西市議会議員
- 稲森稔尚 - 三重県伊賀市長、三重県議会議員、伊賀市議会議員

#### 地方議員
- 山本徹 - 第74代全国都道府県議会議長会議長[1]、第131代富山県議会議長、第121代富山県議会副議長、富山県議会議員、高岡市議会議員[2]
- 若山貴嗣 - 元岐阜放送アナウンサー、岐阜市議会議員

### 官界
- 河東純一 - 元内閣府辞令専門官
- 茂住修身 - 内閣府辞令専門官

### 経済
- 小林光俊 - 学校法人敬心学園理事長
- 穂坂雅之 - 楽天グループ代表取締役兼副会長

### 学者
- 志賀直人 - 関西外国語大学教授
- 近藤啓吾 - 金沢工業大学明倫館教授
- 小嶋栄子 - 長崎短期大学准教授
- 濱口富士雄 - 群馬県立女子大学文学部教授、漢文学者
- 上原作和 - 明星大学人文学部教授、国文学者
- 松浦年男 - 北星学園大学教授、金田一京助博士記念賞
- 鈴木武夫 - 本学元理事長、学校法人鶴岡学園理事長
- 石川泰弘 - 日本薬科大学特任教授、温泉入浴指導員、睡眠改善インストラクター
- 前田和彦 - 九州医療科学大学教授

### 文芸
- 上條信山 - 書家
- 中村光至 - 小説家
- 上西晴治 - 小説家
- 森忠明 - 童話作家、詩人
- 呉善花 - 作家、評論家、大学教授
- 江良至 - 脚本家
- 横井司 - 文芸評論家
- 森山茂雄 - 映画監督
- 池田眞也 - 脚本家、映画監督
- 竹内葵 - 小説家、漫画原作者
- 岩槻優佑 - 小説家
- 恒川光太郎 - 小説家
- 田中逸齋 - 書家、アーティスト
- 中塚翠涛 - 書道家、カリグラフィーデザイナー
- 木下真理子 - 書家
- 根本知 - 書家
- 万美 - 書家、ライブペインター

### 美術
- 前川たけし - 漫画家
- 冨樫（冨樫秀昭） - 漫画家

### 芸能

#### 落語
- 桂米朝 - 落語家、文化功労者、人間国宝
- 桂歌蔵 - 落語家

#### お笑い
- 小出真保 - お笑い芸人（麦芽）
- 堀田訓幸 - お笑い芸人（ホロッコ）

#### 俳優・タレント
- 木之元亮 - 俳優、タレント、レポーター
- 岡幸二郎 - ミュージカル俳優
- 酒井宏之 - 俳優、タレント
- 大谷主水 - 俳優、タレント、モデル
- 佐藤ドミンゴ - ラジオパーソナリティー、俳優、タレント
- 阿見201 - 俳優、タレント
- 高原知秀 - 俳優
- 花澄 - 女優、タレント、2000年ミス大東グランプリ
- 菊池美里 - 女優
- 高橋亜由美 - グラビアアイドル、タレント
- 今泉野乃香 - 元子役、陸上競技選手
- 竹内朱莉-タレント、書道家

#### 声優・ナレーター
- 島田敏 - 声優
- 大森章督 - 声優、ナレーター
- 田中ケロ - 元新日本プロレスリングアナウンサー、フリーリングアナウンサー、ナレーター
- 塩田朋子 - 声優
- 松熊つる松 - 声優
- 遊佐浩二 - 声優

#### 音楽・ダンサー
- 貴水博之 - 歌手（access）
- 大野幹代 - 元アイドル（CoCo）
- 中澤利彦 - ニューヨークのダンスパフォーマー、アーティスト、振付師
- 新浜レオン - 演歌歌手
- 歌川和彦 - 作詞・作曲家
- 葉月みなみ - 演歌歌手

### ジャーナリズム
- 陳恵運 - ジャーナリスト
- 金丸弘美 - 食環境ジャーナリスト

### アナウンサー
- 笹川裕昭 - FM群馬アナウンサー
- 大坪幸代 - 新潟総合テレビアナウンサー
- 小野美希 - テレビユー福島アナウンサー
- 柳卓 - 元琉球放送アナウンサー
- 中村守 - 元FM山形アナウンサー、元テレビ信州アナウンサー、琉球朝日放送アナウンサー
- 飯島誠 - とちぎテレビアナウンサー
- 楢崎房江 - 元RSK山陽放送アナウンサー、元テレビせとうちアナウンサー、フリーアナウンサー
- 鎌倉みどり - 元鹿児島放送アナウンサー、フリーアナウンサー
- 常盤秀次 - 元福島中央テレビアナウンサー、フリーアナウンサー

### スポーツ

#### 野球
- 鈴木照雄 - 元プロ野球選手
- 鈴木弘 - 元プロ野球選手（米メジャーリーグの球団と契約した日本人野手第1号）
- 衛藤雅登 - 元プロ野球選手
- 島津佳一 - 元プロ野球選手
- 玉城正富 - 元プロ野球選手
- 石井邦彦 - 元プロ野球選手
- 雄太（川井進） - 元プロ野球選手

#### ラグビー
- 鏡保幸 - 元ラグビー選手、元大東文化大学ラグビー部監督
- ノフォムリ・タウモエフォラウ - 元ラグビー選手、元ラグビー日本代表、現埼玉工業大学ラグビー部ヘッドコーチ
- 飯島均 - 元ラグビー選手、元三洋電機ラグビーチーム監督、現パナソニック ワイルドナイツ部長
- シナリ・ラトゥ - 元ラグビー選手、元ラグビー日本代表、大東文化大学ラグビー部元監督（現アドバイザー）
- 青木忍 - 元ラグビー選手、元ラグビー日本代表、元大東文化大学ラグビー部監督
- ロペティ・オト - 元ラグビー選手、元ラグビー日本代表
- マナコ朗仁 - ラグビー選手
- 真羽闘力 - 元ラグビー選手、元ラグビー日本代表
- アマト・ファカタヴァ - ラグビー選手（リコーブラックラムズ東京）、ラグビー日本代表
- ルアタンギ・侍バツベイ - ラグビー選手、元ラグビー日本代表
- ナタニエラ・オト - 元ラグビー選手、元ラグビー日本代表
- マヘ・トゥビ - 元ラグビー選手
- ラトゥイラ・レプハ - ラグビー選手
- 茂野海人 - ラグビー選手（トヨタヴェルブリッツ）
- フィナウ・フィリペサーリ - ラグビー選手
- ホセア・サウマキ - ラグビー選手（クリタウォーターガッシュ昭島）

#### バスケットボール
- 宋燕忻 - 元バスケットボール選手
- 宅見雅幸 - 元プロバスケットボール選手、2003年卒業
- 岩佐潤 - プロバスケットボール選手（ABA、静岡ジムラッツ）、2003年卒業
- 吉村隆宏 - プロバスケットボール選手（富山グラウジーズ）、2003年卒業
- 陳海沫 - プロバスケットボール選手（浜松・東三河フェニックス）、2003年卒業
- 勝又穣次 - プロバスケットボール選手（東芝ブレイブサンダース）、2004年卒業
- 宮永雄太 - プロバスケットボール選手（リンク栃木ブレックス）、2004年卒業
- 西塔佳郎 - プロバスケットボール選手（パナソニックトライアンズ）、2005年卒業
- 金城茂之 - プロバスケットボール選手（琉球ゴールデンキングス）、2007年卒業
- 阿部友和 - プロバスケットボール選手（レバンガ北海道）、2008年卒業
- 竹野明倫 - プロバスケットボール選手（ライジング福岡）、2008年卒業
- 高橋昌史 - プロバスケットボール選手（富山グラウジーズ）、2008年卒業
- 鈴木豊 - プロバスケットボール選手（群馬クレインサンダーズ）、2009年
- 石井秀生 - プロバスケットボール選手（浜松・東三河フェニックス）、2010年卒業
- 山本エドワード - プロバスケットボール選手（香川ファイブアローズ）、2010年卒業
- 遠藤祐亮 - プロバスケットボール選手（リンク栃木ブレックス）、2012年卒業
- 岸本隆一 - プロバスケットボール選手（琉球ゴールデンキングス）、2013年卒業
- 和田保彦 - プロバスケットボール選手（仙台89ERS）、2013年卒業
- 飴谷由毅 - プロバスケットボール選手（富山グラウジーズ）、2021年卒業
- 野原暉央 - プロバスケットボール選手しながわシティ、2021年卒業
- 星野京介 - プロバスケットボール選手（滋賀レイクスターズ）、2022年卒業

#### 陸上競技
- 渡辺高夫 - 陸上競技指導者（長距離走）、元仙台育英学園高等学校陸上競技部監督
- 大久保初男 - 陸上競技選手（長距離走）、元仙台大学陸上競技部監督、箱根駅伝4年連続5区区間賞
- 米重修一 - 陸上競技選手（長距離走）、1988年ソウルオリンピック10000m・5000m代表、拓殖大学工学部助教授
- 実井謙二郎 - 陸上競技選手（長距離走）、1996年アトランタオリンピックマラソン代表
- 清水康次 - 陸上競技選手（長距離走）、1997年東京国際マラソン優勝
- 只隈伸也 - 陸上競技選手（長距離走）、元大東文化大陸上競技部監督
- 奈良修 - 陸上競技選手（長距離走）、世界ハーフマラソン代表、現大東文化大陸上競技部監督
- 佐々木悟 - 陸上競技選手（長距離走）、旭化成所属、2016年リオデジャネイロオリンピックマラソン代表
- 岩田裕子 - 陸上競技選手（長距離走）、資生堂RC所属
- 森智香子 - 陸上競技選手（長距離走）、積水化学所属
- 市田孝 - 陸上競技選手（長距離走）、旭化成所属
- 市田宏 - 陸上競技選手（長距離走）、旭化成所属
- 土井杏南 - 陸上競技選手（短距離走）、2012年ロンドンオリンピック女子4×100mリレー代表
- 白石黄良々 - 陸上競技選手（短距離走）、セレスポ所属、ドーハ世界陸上男子4×100mリレー銅メダル
- 鶴田玲美 - 陸上競技選手（短距離走）、南九州ファミリーマート所属、2020年東京オリンピック女子4×100mリレー代表
- 関谷夏希 - 陸上競技選手（長距離走）
- 鈴木優花 - 陸上競技選手（長距離走）、第一生命保険グループ所属、2024年パリオリンピックマラソン6位

#### 格闘技
- 光岡映二 - 総合格闘家
- 三浦広光 - プロボクサー、元総合格闘家
- 加藤賢三 - アマチュアレスリング選手、自衛隊所属、北京オリンピック代表
- 謙吾（渡部謙吾） - 格闘家、俳優、元ラグビー高校日本代表、元パンクラス
- TATSUJI（高江達二） - 格闘家、キックボクサー、元アマチュアボクシング選手
- 石毛大蔵 - 総合格闘家、元パンクラスウェルター級王者
- 土屋修平 - プロボクサー、元キックボクサー
- 中村憲輔 - 総合格闘家、 アマチュアレスリング選手
- 山口仁也 - プロボクサー
- 山田美諭 - テコンドー 2021年東京オリンピック日本代表女子49kg級5位、2018・2019ワールドグランプリ銅メダル、2018年アジア競技大会女子49kg級銅メダル
- 笠原江梨香 - テコンドー2010年アジア競技大会女子49kg級銀メダル、2012年ロンドンオリンピック日本代表女子49kg級7位
- 鈴木セルヒオ - テコンドー2021年東京オリンピック日本代表、2018年アジア競技大会男子58kg級銅メダル
- 鈴木リカルド - テコンドー2021年東京オリンピック日本代表

#### プロレス
- 菊地毅 - 元全日本プロレス、元プロレスリング・ノア
- 木村浩一郎 - 元新格闘プロレス、総合格闘家（ヒクソンと戦った男）
- 佐藤耕平 - 全日本アマチュア修斗選手権・ヘビー級優勝、ZERO1所属
- 橋本友彦 - 元DDT、元MAKEHEN、プロレリングAチーム所属
- グレート☆無茶 - 信州プロレス代表、『あっぷる学園』プロデューサー

#### ウィンタースポーツ
- 沖津はる江 - アルペンスキー1972年札幌オリンピック代表
- 今井遥 - フィギュアスケート選手　※中退
- 阿部友里香 - クロスカントリースキー、バイアスロン選手。2014年ソチパラリンピック、2018年平昌パラリンピック代表
- ウィリアムソンレミ - スピードスケート選手
- 高橋侑花 - スピードスケート選手

#### その他スポーツ
- 早坂心之介 - バレーボール選手
- 今井祐介 - プロサッカー選手
- 武州山隆士 - 元大相撲力士、現年寄待乳山
- 高橋梨香 - ガールズケイリン選手
- 熊部稔 - プロゴルファー

### その他
- 伊丹明 - アメリカ陸軍軍人
- 島津義秀 - 神職、加治木島津家13代当主
- 川保天骨（多田英史） - 編集者、映像プロデューサー、1993年度大道塾中量級チャンピオン
- 岩高要子 - セレクトショップバイヤー、コンサルタント
- 瀧澤雅樹 - 世界オセロ選手権大会世界チャンピオン（第9回、第18回）
- 拳骨拓史 - 経営コンサルタント
- 今野亮平 - フラワーデザイナー
- ステハゲ -Youtuber